# Коэйманс, Питер
Питер Хендрик Коэйманс (нидерл. Pieter Hendrik Kooijmans; 6 июля 1933, Хемстеде, Северная Голландия, Нидерланды — 13 февраля 2013, Амстердам, Нидерланды) — нидерландский государственный деятель, министр иностранных дел (1993—1994).

## Биография
В 1955 г. окончил экономический, а в 1957 г. — юридический факультеты Свободного университета Амстердама. В 1964 г. получил докторскую степень в области государственного права.
- 1960—1962 гг. — научный сотрудник,
- 1962—1965 гг. — доцент Свободного университета Амстердама,
- 1965—1973 гг. — профессор международного европейского права в Амстердаме,
- 1973—1977 гг. — государственный секретарь по иностранным делам,
- 1978—1992 гг. — профессор международного права в Университете Лейдена,
- 1976—1991 гг. — доцент Гаагской академии международного права,
- 1985—1993 гг. — спецпредставитель ООН по проблемам применения пыток,
- 1993—1994 гг. — министр иностранных дел Нидерландов,
- 1994—1996 гг. — профессор Лейденского университета,
- 1997—2006 гг. — судья Международного суда в Гааге.

В 2007 г. назначен королевой Беатрикс на почетную должность государственного министра.